# Àndria
Àndria és un municipi italià, situat a la regió de la Pulla i capital de la província de Barletta-Andria-Trani. L'any 2022 tenia 97.588 habitants.

## Monuments
- El Castel del Monte, declarat patrimoni de la Humanitat per la UNESCO.[4]